# Guglielmo Stendardo
Guglielmo Stendardo (Nápoly, 1981. május 6.) olasz labdarúgó, jelenleg a Juventus kölcsönjátékosa.